# Eupholidoptera femorata
Eupholidoptera femorata är en insektsart som beskrevs av Battal Çiplak 1999. Eupholidoptera femorata ingår i släktet Eupholidoptera och familjen vårtbitare. Inga underarter finns listade i Catalogue of Life.